# Prunazyna
Prunazyna – organiczny związek chemiczny z grupy glikozydów cyjanogennych (nitrylozyd) występujący w roślinach z rodzaju Prunus, np. w nasionach czeremchy amerykańskiej (P. serotina) oraz  nasionach i liściach laurowiśnii wschodniej (P. laurocerasus). Zbudowana jest z reszty glukozy połączonej z grupą hydroksylową nitrylu kwasu D-migdałowego
Jest także produktem enzymatycznej hydrolizy amigdaliny następującej w wyniku działania hydrolazy amigdalinowej po zniszczeniu tkanki roślinnej. Dalsza hydroliza, katalizowana przez hydrolazę prunazynową, prowadzi do powstania nitrylu kwasu D-migdałowego i glukozy. Nitryl ten pod wpływem kolejnego enzymu (liazy) przekształca się w aldehyd benzoesowy i silnie toksyczny cyjanowodór. W efekcie spożywanie części roślin zawierających amigdalinę lub prunazynę może prowadzić do zatruć.
Diastereoizomerem prunazyny zawierającym resztę nitrylu kwasu L-migdałowego jest sambunigryna występująca w liściach czarnego bzu.